# 熱帶風暴杜蘇芮 (2012年)
| 太平洋颱風季             |
| 主題頁 - 專題 - 編輯指南 |

熱帶風暴杜蘇芮（英語：Tropical Storm Doksuri，國際編號：1206，聯合颱風警報中心：WP072012，菲律賓大氣地球物理和天文服務管理局：Dindo）為2012年太平洋颱風季第6個被命名的風暴。「杜蘇芮」（韓語：독수리）一名乃由韓國提供，意為秃鹫，猛禽，狼鷹的一種，此名字為首次使用，替代之前因技術性退役的彩蝶。
杜蘇芮大致上是一個「西進型」風暴，雖強度不太強但移速頗快，由菲律賓以東海域經呂宋海峽，以時速約30公里長驅直進至珠江口一帶。杜蘇芮是繼2009年颱風巨爵以來，首個正面吹襲珠江口的熱帶氣旋，港澳兩地均需為杜蘇芮發出年內首個八號熱帶氣旋警告信號；然而澳門氣象局懸掛三號及八號風球時間嚴重滯後，在風勢開始轉趨緩和之際才掛起八號風球，對岸的香港天文台已改發三號熱帶氣旋警告信號取代八號信號，結果惹來批評。

## 發展過程
2012年6月25日早上8時，日本氣象廳把位於菲律賓東方海面的熱帶擾動升為熱帶低氣壓。同日正午前，NRL給予95W編號。下午3時，日本氣象廳發佈烈風警報。
6月26日1時，聯合颱風警報中心發佈熱帶氣旋形成警報。上午9時45分，香港天文台表示一個熱帶低氣壓正在形成，而上午11時45分則表示菲律賓以東海域的低壓區已增強成熱帶低氣壓。晚上9時，日本氣象廳把該熱帶低氣壓升級為熱帶風暴，並命名為杜蘇芮，菲律賓大氣地理天文部門命名為Dindo。晚上11時前，聯合颱風警報中心升為熱帶低氣壓。6月27日凌晨4時，香港天文台把杜蘇芮升為熱帶風暴。
6月28日，聯合颱風警報中心把杜蘇芮降為熱帶低氣壓；另一方面，中央氣象台把杜蘇芮升為強烈熱帶風暴（但在事後撤銷這次升級）。杜蘇芮一直採取西北偏西路徑，高速橫過呂宋海峽和南海東北部，並直指珠江口附近一帶。
6月30日凌晨2時半，中央氣象台表示杜蘇芮中心已在珠海市南水鎮沿海登陸。同日早上7時45分，香港天文台把杜蘇芮降級為熱帶低氣壓；上午11時45分，香港天文台把杜蘇芮降為低壓區。
雖然只有中央氣象台將杜蘇芮升級為強烈熱帶風暴（還要在事後最佳路徑中被撤銷），但是杜蘇芮橫過呂宋海峽的時候，衞星掃描到它的接近中心最高持續風速達50節（93每小時；58英里每小時），而杜蘇芮正面吹襲香港時，離岸測風站橫瀾島自動氣象站亦錄得每小時89公里的暴風程度10分鐘平均風速，顯示杜蘇芮其實有達到或非常接近強烈熱帶風暴的強度。不過中國中央氣象台在2012年熱帶氣旋最佳路徑資料中，把杜蘇芮的接近中心最高持續風速下調至每秒23米，令杜蘇芮完全失去強烈熱帶風暴評級。

## 影響

### 菲律賓
當地發出之最高風暴信號：二號風暴信號

### 台灣
當地發佈之颱風警報：海上颱風警報

### 中國大陸
當地發佈之最高颱風預警信號： 颱風黃色預警信號

### 香港
- 當地發出之最高熱帶氣旋警告信號： 八號東北烈風或暴風信號 /  八號東南烈風或暴風信號
- 最接近當地時間：2012年6月30日凌晨1時
- 最接近當地位置：香港天文台總部之西南約70公里（正面吹襲）

香港天文台於6月28日下午5時45分發出「特別天氣提示」，表示會考慮在晚上發出熱帶氣旋警告信號。杜蘇芮在當晚進入距離香港800公里範圍，天文台隨即在晚上9時40分發出一號戒備信號，當時杜蘇芮集結在香港之東南偏東約710公里。
因應杜蘇芮以每小時25公里時速接近，天文台在6月29日下午1時45分表示短期內考慮發出三號信號，天文台在下午4時20分發出三號強風信號，當時杜蘇芮集結在香港之東南約200公里。天文台在下午4時25分表示杜蘇芮會「相當接近本港」，晚上考慮是否需要發出更高熱帶氣旋警告信號，並在晚上7時45分表示晚上發出八號信號機會頗高。當時香港部份地區吹偏北強風，離岸及高地間中吹烈風，當時杜蘇芮集結在香港之東南約140公里。
天文台在晚上9時20分發出「熱帶氣旋之特別報告」，宣佈預計在晚上11時20分或之前發出八號熱帶氣旋警告信號，當時杜蘇芮集結在香港之東南偏南約110公里。此時香港多處地區已經受到東北強風影響。天文台在晚上11時05分發出八號東北烈風或暴風信號，當時杜蘇芮集結在天文台總部以南約90公里，開始正面吹襲香港。香港普遍地區風勢進一步增強至烈風程度（包括長洲、維港、九龍天星碼頭），橫瀾島及大老山錄得暴風，昂坪更受颶風影響，天文台預料杜蘇芮「未來數小時在香港西南偏南100公里內掠過」。
香港逐漸轉吹東至東南烈風，天文台在6月30日凌晨12時40分改發八號東南烈風或暴風信號，當時杜蘇芮集結在天文台總部之西南偏南約80公里。杜蘇芮在凌晨1時最接近香港，在天文台總部之西南約70公里掠過。天文台表示杜蘇芮開始遠離，加上杜蘇芮登陸及減弱，考慮風勢減弱後改發三號信號。當時香港廣泛地區風勢已經減弱至強風程度，但西部地區、離岸及高地仍受烈風影響。天文台在凌晨3時25分改發三號強風信號，當時杜蘇芮集結在天文台總部之西南偏西約100公里，在澳門以西的珠海市登陸。
香港風勢在杜蘇芮遠離及減弱的情況下迅速緩和，天文台在早上6時15分表示短期內改發一號信號，並在早上6時40分改發一號戒備信號，當時杜蘇芮集結在香港以西約180公里。隨著杜蘇芮減弱為熱帶低氣壓，天文台在早上7時45分表示短期內取消所有熱帶氣旋警告信號，並在早上8時15分取消所有熱帶氣旋警告信號，當時杜蘇芮集結在香港以西約200公里。
杜蘇芮是繼2010年強颱風凡亞比後首個進入距離香港200公里範圍的熱帶氣旋，更是自2009年颱風莫拉菲以來首個正面吹襲香港（在距離香港100公里範圍內掠過）的熱帶氣旋。杜蘇芮吹襲期間，天文台測風網絡8個指定自動氣象站有4個錄得強風，當中1個錄得烈風，三號信號達標，但八號信號不達標；而西貢以些微之差，未能錄得烈風。但由於杜蘇芮正面吹襲香港（在距離香港100公里範圍內掠過），加上維多利亞港港內的九龍天星碼頭亦錄得最高10分鐘平均風速每小時66公里，表示市區亦受烈風影響。風暴期間，長洲、西貢、機場及啟德錄得最高10分鐘平均風速為每小時72、62、52及50公里。

#### 網上討論
香港部分地區在發出八號信號前已經錄得最高一小時平均風速，其中港內的中環碼頭在晚上11時錄得的一小時平均風速為每小時63公里，被部分市民認為發出八號信號的時間較遲。根據天文台公佈的資料，香港風勢在6月29日晚上9時至10時已開始進一步增強，證明天文台應該提早1至2小時左右發出八號信號，以提醒市民香港風勢開始增強至烈風程度，讓市民及早做足防風措施。近年所有熱帶風暴級數的熱帶氣旋吹襲香港，天文台皆會在熱帶氣旋進入距離香港100公里範圍，開始正面吹襲香港後，才發出八號信號。當遇到杜蘇芮這類移動快速的熱帶風暴，便有機會出現較遲發出八號信號的情況。

### 澳門
- 當地懸掛之最高熱帶氣旋信號： 八號東南風球
- 當地發出之最高風暴潮警告：黃色風暴潮警告
- 最接近當地時間：2012年6月30日凌晨4時
- 最接近當地位置：澳門氣象局總部之西南偏南約30公里

地球物理暨氣象局於6月28日晚上11時正懸掛一號風球。於6月29日日間表示數小時後將懸掛三號風球，同日晚上10時懸掛三號風球，當時杜蘇芮集結於澳門東南約145公里，同時表示會於清晨時分考慮改掛八號風球。在晚上11時，熱帶風暴杜蘇芮集結在澳門東南約130公里，氣象局預料杜蘇芮在凌晨至清晨時分最接近澳門，當局將視乎情況考慮改掛八號風球。於6月30日凌晨1時表示將於數小時內改掛八號東南風球，當時杜蘇芮集結於澳門東南約90公里，及後三條往離島大橋的測風站均持續錄得烈風程度平均風力。後於凌晨2時才宣布將會在3時半懸掛八號東南風球。及後於凌晨3時半懸掛（當時香港天文台在5分鐘前取消八號信號），當時杜蘇芮於澳門以南40公里，澳門風勢已開始減弱。凌晨4時，杜蘇芮集結於澳門西南偏南約30公里，為與澳門地球物理暨氣象局表示之最近距離，氣象局預料八號東南風球將維持至早上初時。在凌晨5時，氣象局表示，熱帶風暴杜蘇芮已在澳門附近登陸，將考慮在未來數小時改掛三號風球。早上6時，熱帶風暴杜蘇芮集結在澳門西面約60公里，隨著杜蘇芮登陸及遠離，氣象局宣佈將在早上6時半改掛三號風球。澳門風勢顯著及迅速緩和，澳門氣象局在同日上午9時正除下所有風球。

#### 爭議

##### 近年最弱八號風球
7月1日，澳門日報表示，杜蘇芮今次襲澳，可謂近年最弱的八號波。氣象局解釋，主要是由於杜蘇芮暴風半徑較細，強度較弱，在內地登陸後，風力強度亦顯著減弱。

##### 遲掛八號風球
澳門氣象局懸掛三號及八號風球時間嚴重滯後，在風勢開始轉趨緩和之際才掛起八號風球，對岸的香港天文台已改發三號信號取代八號信號。

#### 雨量
| 氣象站         | 信號懸掛期間總雨量(毫米) |
| -------------- | ------------------------ |
| 大潭山         | 3.2                      |
| 嘉樂庇總督大橋 |                          |
| 友誼大穚(北)   |                          |
| 友誼大穚(南)   |                          |
| 西灣大橋       |                          |
| 大砲台山       | 4.4                      |
| 孫逸仙紀念公園 | 6.0                      |
| 九澳           | 6.6                      |
| 污水處理廠     | 5.8                      |
| 海事博物館     | 6.0                      |

## 熱帶氣旋警告使用紀錄

### 菲律賓
| 菲律賓大氣地球物理和天文服務管理局 風暴信號 | 菲律賓大氣地球物理和天文服務管理局 風暴信號 | 菲律賓大氣地球物理和天文服務管理局 風暴信號 |
| ------------------------------------------- | ------------------------------------------- | ------------------------------------------- |
| 上一熱帶氣旋                                | 一號風暴信號                                | 下一熱帶氣旋                                |
| 颱風古超                                    | 一號風暴信號                                | 熱帶低氣壓韋森特                            |
| 熱帶風暴榕樹                                | 二號風暴信號                                | 颱風蘇拉                                    |

### 台灣
| 交通部中央氣象局 颱風警報 | 交通部中央氣象局 颱風警報 | 交通部中央氣象局 颱風警報 |
| ------------------------- | ------------------------- | ------------------------- |
| 上一熱帶氣旋              | 海上颱風警報              | 下一熱帶氣旋              |
| 泰利                      | 海上颱風警報              |                           |

### 中國大陸
| 國家氣象中心 颱風預警信號 | 國家氣象中心 颱風預警信號 | 國家氣象中心 颱風預警信號 |
| ------------------------- | ------------------------- | ------------------------- |
| 上一熱帶氣旋              | 颱風藍色預警信號          | 下一熱帶氣旋              |
| 強烈熱帶風暴泰利          | 颱風藍色預警信號          | 颱風韋森特                |
| 強烈熱帶風暴泰利          | 颱風黃色預警信號          | 颱風韋森特                |

### 香港
| 香港天文台 熱帶氣旋警告信號 | 香港天文台 熱帶氣旋警告信號 | 香港天文台 熱帶氣旋警告信號 |
| --------------------------- | --------------------------- | --------------------------- |
| 上一熱帶氣旋                | 一號戒備信號                | 下一熱帶氣旋                |
| 強烈熱帶風暴泰利            | 一號戒備信號                | 強颱風韋森特                |
| 強烈熱帶風暴泰利            | 三號強風信號                | 強颱風韋森特                |
| 颱風巨爵                    | 八號東北烈風或暴風信號      | 強颱風韋森特                |
| 颱風納沙                    | 八號東南烈風或暴風信號      | 強颱風韋森特                |
| 颱風納沙                    | 八號烈風或暴風信號          | 強颱風韋森特                |

### 澳門
| 地球物理暨氣象局 熱帶氣旋信號 | 地球物理暨氣象局 熱帶氣旋信號 | 地球物理暨氣象局 熱帶氣旋信號 |
| ----------------------------- | ----------------------------- | ----------------------------- |
| 上一熱帶氣旋                  | 一號風球                      | 下一熱帶氣旋                  |
| 強烈熱帶風暴泰利              | 一號風球                      | 颱風韋森特                    |
| 颱風尼格                      | 三號風球                      | 颱風韋森特                    |
| 颱風納沙                      | 八號東南風球                  | 颱風韋森特                    |
| 颱風納沙                      | 八號風球                      | 颱風韋森特                    |

## 外部連結
- （英文）http://www.usno.navy.mil/JTWC/ （页面存档备份，存于） 聯合颱風警報中心首頁
- （繁體中文）http://www.cwb.gov.tw/ （页面存档备份，存于） 中央氣象局首頁
- （日語）http://www.jma.go.jp/jma/index.html （页面存档备份，存于） 日本氣象廳首頁
- （繁體中文）http://www.hko.gov.hk/ （页面存档备份，存于） 香港天文台首頁
- （繁體中文）http://www.smg.gov.mo/ （页面存档备份，存于） 澳門地球物理暨氣象局首頁